# Andreu Martín Burguera
Andreu Martín Burguera (1 d'abril de 1925, Herrera de Alcántara, Càceres - 13 de febrer de 1986, Llucmajor, Mallorca) fou un banquer mallorquí, regidor de l'ajuntament de Llucmajor i batle entre 1969 i 1971.
Martín estudià al col·legi de sant Bonaventura dels franciscans de Llucmajor i posteriorment cursà estudis de dret a la Universitat de Barcelona. Inicià la seva vida professional com a professor del col·legi de sant Bonaventura, secció de batxillerat, i també al de Cristo Rey, més tard el CLAF, de les Germanes de la Caritat, de Llucmajor. Deixà la docència el 1970. Fou president dels joves d'Acció Catòlica i també de l'Associació dels Exalumnes de Sant Bonaventura. El 1960 entrà a formar part de l'ajuntament de Llucmajor com a regidor de cultura i fou el primer pregoner de les fires de Llucmajor el 1961 amb el pregó Costums llucmajorers en temps de Fires (inèdit). El 1969 assumí la presidència del consistori i fou batle fins al 1971 quan fou nomenat director de l'oficina de Llucmajor de la Caixa d'Estalvis i Mont de Pietat de les Balears, Sa Nostra. Posteriorment fou director de zona i apoderat de la mateixa entitat.
De la seva tasca com a batle en destaca el llançament de l'obra Història de Llucmajor de Bartomeu Font Obrador, els jocs florals del setembre de 1969 en commemoració del centenari del naixement de la poetessa Maria Antònia Salvà, el foment de les fires de Llucmajor amb exposicions d'art, la reconstrucció del molí d'en Gaspar i la seva conversió en museu etnogràfic d'eines antigues de fora vila, i la millora dels centres d'ensenyament del municipi. Durant el seu mandat, el 1970 fou nomenat fill il·lustre de Llucmajor Joan Caldés Lizana, que havia sigut director general de l'Institut de Caixes d'Estalvi, ICA.
Com a directiu de Sa Nostra fou l'artífex de l'edifici on s'instal·là el 1971 la nova oficina de Llucmajor, amb clares influències de l'arquitectura i la decoració mallorquines i fou un dels grans impulsors de l'Obra Social de Sa Nostra. El 1980 fou nomenat vocal del Patronat de la Fundació Centre Cultural Hispano-Americà Museu Krekovic.